# DIRTY OLD MAN 〜さらば夏よ〜
「DIRTY OLD MAN 〜さらば夏よ〜」（ダーティ・オールド・マン さらばなつよ）は、サザンオールスターズの楽曲。自身の52作目のシングルとして、タイシタレーベルから12cmCD・12インチレコードで2006年8月9日に発売された。
2014年12月17日からはダウンロード配信、2019年12月20日からはストリーミング配信が開始されている。

## 背景・リリース
前作「BOHBO No.5 / 神の島遥か国」からは約1年ぶり、アルバム『キラーストリート』からでも10か月ぶりとなる作品である。
本作の形態は初回限定盤、通常盤、アナログ盤の3種類があり、初回限定盤には前作同様に特製ステッカー『噂の"スイカーマン"ステッカー』が封入されている。アナログ盤には別に『万能"麦わら帽子"』付きである。

## プロモーション
テレビ披露
| 放送日         | 番組名                                                   | 放送局     | 披露曲 | 出典   |
| -------------- | -------------------------------------------------------- | ---------- | --- | ------ |
| 2006年8月11日  | ミュージックステーション                                 | テレビ朝日 | 「DIRTY OLD MAN 〜さらば夏よ〜」 | [ 10 ] |
| 2006年8月21日  | 桑田佳祐の音楽寅さん 〜MUSIC TIGER〜 '06夏の思い出作りSP | フジテレビ | 「DIRTY OLD MAN 〜さらば夏よ〜」 「BREEZE」 「ごめんよ僕が馬鹿だった」 「真夏の果実」 「ロックンロール・スーパーマン 〜Rock'n Roll Superman〜」 |        |
| 2006年9月22日  | ミュージックステーション                                 | テレビ朝日 | 「DIRTY OLD MAN 〜さらば夏よ〜」 「Ya Ya (あの時代を忘れない)」                                                                                 | [ 11 ] |
| 2006年11月29日 | 1億3000万人が選ぶ!ベストアーティスト 2006                | 日本テレビ | 「DIRTY OLD MAN 〜さらば夏よ〜」 |        |

## チャート成績
2006年8月21日付のオリコン週間ランキングで初週13.3万枚を売り上げて、初登場1位を獲得した。2004年発売の「愛と欲望の日々/LONELY WOMAN」以来約1年8か月ぶりに首位を獲得し、通算13作目の首位となった。
また、デビューから最新シングル首位獲得期間は中島みゆき「地上の星/ヘッドライト・テールライト」の27年4か月が最高記録であったが、本作首位獲得により自身のデビューから28年2か月となりサザンが中島の記録を更新した。
本作でオリコンシングルチャートでの通算TOP10入り週数が239週となり、山口百恵に並ぶ歴代1位タイを記録したが、発売2週目に2位を記録したことにより同記録の単独1位となった。
オリコンによる本作の登場週数は12週である。

## 収録曲
- 収録時間：16:25

1. DIRTY OLD MAN 〜さらば夏よ〜 (5:20)
（作詞・作曲：桑田佳祐 / 編曲：サザンオールスターズ / 弦編曲：原由子）
フジテレビの夏のイベント「お台場冒険王2006」テーマソング。
タイトルの「DIRTY OLD MAN」は、日本語に訳すと「スケベおやじ」「変態じじい」という意味であり[14]、当時50歳を迎えた桑田の自虐的な表現である[15]。曲中にはチャック・ベリーの「ジョニー・B.グッド」の一節が使われている。
ミュージック・ビデオはハワイで撮影され、ストリートライブを行っているサザンのもとに、観衆が続々と集まってくるといった内容になっている。桑田はサザンのボーカルだけでなく、ビーチで女性を口説いている監視員の役も務めている[16]。
桑田は発売年の8月に開催されたTHE 夢人島 Fes.で演奏することや観客を鼓舞させることを想定して制作したことを語っている[14]。
桑田が言うにはリリース直後は「シングルとしてはちょっと弱かったかな」と反省していたものの、2018年発売のベスト・アルバム『海のOh, Yeah!!』の選曲に伴い聴き直したところ、「何だか気持ちいい」「ちょっと報われたような気分」と感じたという[17]。
2. BREEZE (4:29)
（作詞・作曲：桑田佳祐 / 編曲：サザンオールスターズ）
BREEZEとは英語でそよ風を意味する。桑田自身はジャック・ジョンソンの楽曲をイメージして作ったが、メンバーとセッションしていくうちにザ・バンドのようなアーシー[注釈 1]なイメージに変わったという[14]。
3. 太陽に吠える!! (6:35)
（作詞・作曲：桑田佳祐 / 編曲：サザンオールスターズ）
本楽曲のイントロは前年の全国ツアー『みんなが好きです!』のアンコールで行ったギャグ[注釈 2]がベースとなっている[14]。
桑田が言うにはレコーディング当初は前述のギャグとして作ったものを膨らませようとしていたものの、大野克夫、井上堯之、オールマン・ブラザーズ・バンド、サンタナなどのキーワードが飛び交っていった中でまた違うものに仕上がったという[14]。

## 参加ミュージシャン
- 桑田佳祐:Vocal, Chorus, Bass, Hand Claps
- 関口和之:Bass
- 松田弘:Drums
- 原由子:Keyboards, Hammond Organ, Recorder, Chorus, Hand Claps
- 野沢秀行:Percussion

- DIRTY OLD MAN 〜さらば夏よ〜
  - 斎藤誠:Electric & Acoustic Guitars
  - 三沢またろう:Percussion
  - 金原千恵子ストリングス:Strings
  - 角谷仁宣:Computer Programming
- BREEZE
  - 斎藤誠:Electric & Acoustic Guitars
  - 三沢またろう:Percussion
  - 角谷仁宣:Computer Programming
- 太陽に吠える!!
  - 斎藤誠:Electric & Acoustic Guitars

## 収録アルバム
| 曲名                         | 作品名         |
| ---------------------------- | -------------- |
| DIRTY OLD MAN 〜さらば夏よ〜 | 海のOh, Yeah!! |
| BREEZE                       | アルバム未収録 |
| 太陽に吠える!!               | アルバム未収録 |

## ミュージック・ビデオ収録作品
| 曲名                         | 作品名                                                            |
| ---------------------------- | ----------------------------------------------------------------- |
| DIRTY OLD MAN 〜さらば夏よ〜 | 21世紀の音楽異端児 (21st Century Southern All Stars Music Videos) |
| BREEZE                       | 未収録                                                            |
| 太陽に吠える!!               | 未収録                                                            |

## ライブ映像作品
| 曲名                         | 作品名                                                                                            | 備考 |
| ---------------------------- | ------------------------------------------------------------------------------------------------- | --- |
| DIRTY OLD MAN 〜さらば夏よ〜 | LIVE TOUR 2019 “キミは見てくれが悪いんだから、アホ丸出しでマイクを握ってろ!!” だと!? ふざけるな!! | 完全生産限定盤のボーナスディスクに収録。2018年6月25・26日にNHKホールで開催された『ちょっとエッチなラララのおじさん』での歌唱シーン。 |
| BREEZE                       | 未収録                                                                                            | |
| 太陽に吠える!!               | 未収録                                                                                            | |